# Sébastien Lee
Pour les articles homonymes, voir Lee.
Sébastien Lee, né le 24 décembre 1805 et mort le 4 janvier 1887 est un violoncelliste d'origine allemande, élève de Johann Nikolaus Prell (1773-1849), lui-même élève de Bernhard Romberg.

## Biographie
À partir de 1830, il se produit comme concertiste à Hambourg, sa ville natale, puis Leipzig, Cassel, Francfort, Londres (1836) et Paris où il accepte un contrat de violoncelliste soliste à partir de 1837.
Marié à Caroline Theodora Luther (1806-1882) le couple aura d'abord un fils, Edouard Lee, pianiste et violoncelliste, né en 1835 et qui décédera à l'âge de 26 ans le 26 décembre 1861 à Paris 
En 1842, nait leur fille Caroline, qui n'aura, semble t-il, pas de formation musicale et se mariera avec un marchand Hambourgeois, Cesar Böckmann qu'elle suivra en Allemagne dès 1868. Ils partageront un appartement dans le même immeuble que Sebastian et Caroline Lee après leur retour à Hamburg. L'immeuble situé dans le quartier d'Uhlenhorst au Friederischstraße, 3 selon l'acte de décès de Caroline Lee 
Professeur et soliste de l'orchestre de l'opéra de Paris jusqu'en 1868, il quitte la France pour Hambourg avant la guerre franco-allemande de 1870.
On lui doit une méthode de violoncelle (opus 30, 1845) qui lui valut la distinction d'être acceptée par le Conservatoire de Paris. Ce manuel a été publié dans de nombreux pays et est toujours utilisé à ce jour. Sebastian Lee a également produit de nombreuses œuvres pédagogiques pour violoncelle (souvent avec accompagnement optionnel d'un autre violoncelle, joué par le professeur ou par un élève plus avancé). 
Certains de ces recueils d'études comme les 50 exercices (les premiers pas du Jeune Violoncelliste) opus 101, les 40 études faciles Opus 70, les 24 études mélodiques opus 131, les 40 études opus 31 (2 volumes) sont régulièrement réédités. Beaucoup d'œuvres pédagogiques plus récentes pour le violoncelle contiennent des extraits de ces recueils.
On trouve couramment son prénom écrit avec l'orthographe allemande Sebastian et sur certaines partitions publiées en France de son vivant son nom est imprimé "Lée".
Son frère aîné Maurice Lee (1821-1895) était pianiste et a fait une carrière musicale à Londres. Maurice et Sebastian ont collaboré au moins une fois à la composition d'une Gavotte Louis XV.
Son plus jeune frère, Louis Lee (1819-1896) était aussi violoncelliste et compositeur 

## Œuvre
Son catalogue comptabilise 131 opus et plusieurs oeuvres non-numérotées (WoO).
Les études de l'opus 70 ont été enregistrées par le duo de violoncellistes Martin Rummel et Sébastien Hartung en 2005. Martin Rummel en a d'ailleurs fait une édition critique chez Bärenreiter.